# Comano (Tessin)
Pour les articles homonymes, voir Comano.
Comano est une commune suisse du canton du Tessin, située dans le district de Lugano.

## Histoire
Au Moyen Âge, diverses institutions religieuses possédèrent des biens fonciers à Comano (le monastère de San Pietro in Ciel d'Oro de Pavie, le chapitre de la cathédrale de Côme et l'hôpital de Sainte-Marie de Lugano notamment).
Les studios de la Télévision de la Suisse italienne sont installés à Comano depuis 1976.

## Monuments et curiosités
- Église paroissiale Santa Maria mentionnée dès 1359. L'édifice a été agrandi au XVIe siècle puis transformé à l'époque baroque. Dans le chœur, remarquables stucs de 1625, œuvre de G.A. Marchi de Comano. Fresques du XVIIe siècle attribuées à Isidoro Bianchi. Autel avec figuration de la Présentation au Temple datant du XVIIIe siècle[5].

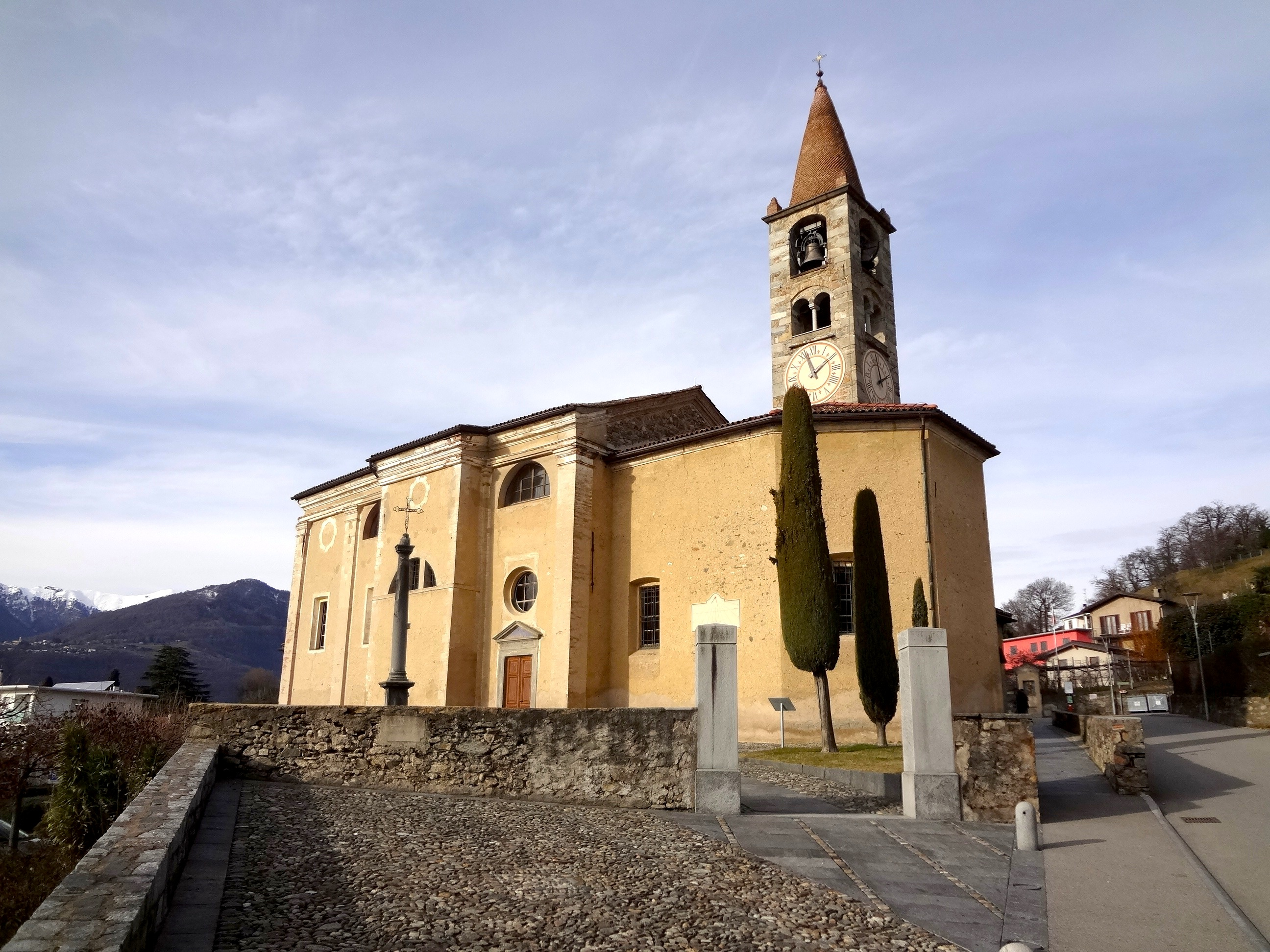
Église de Comano.

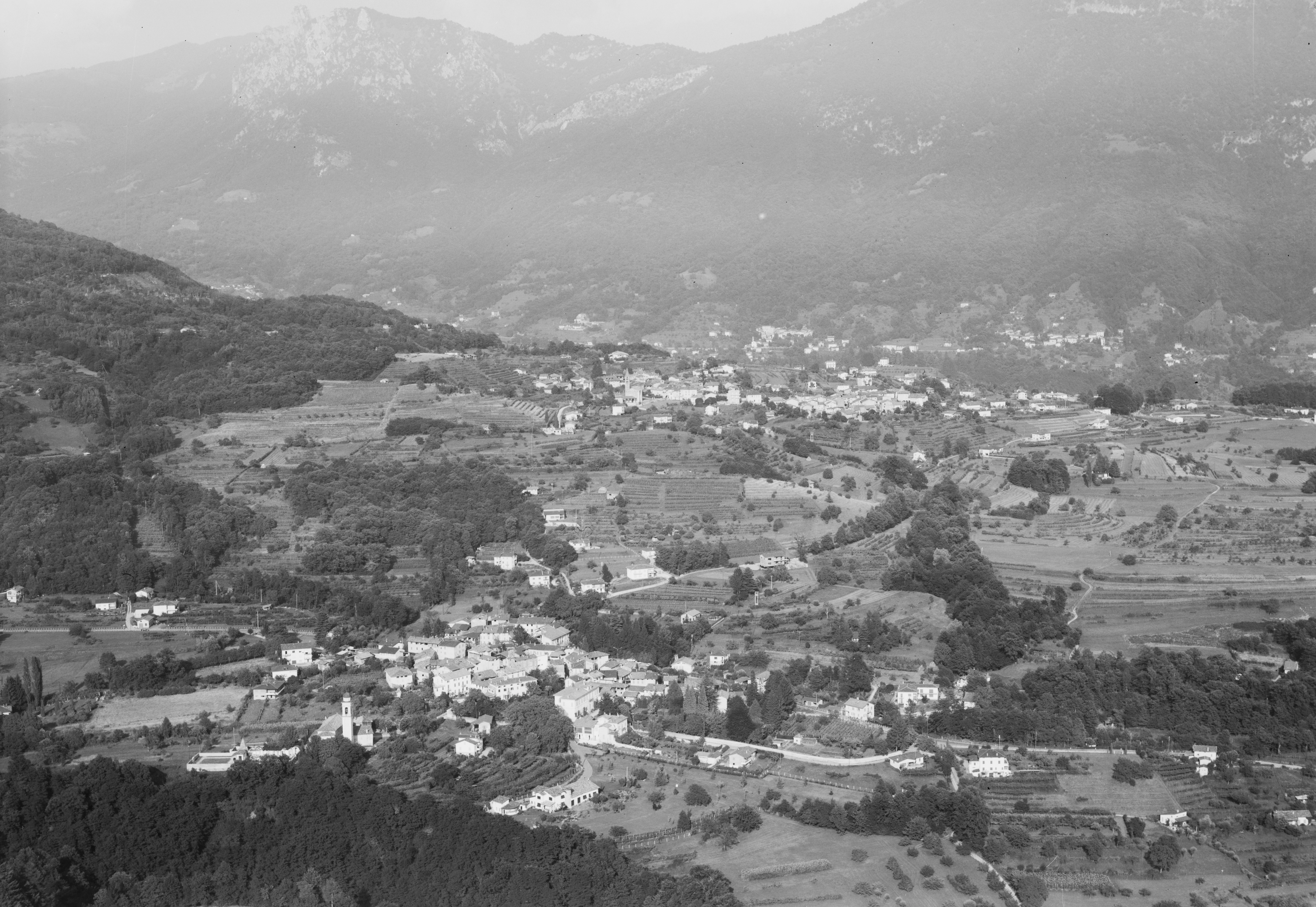
Photo aérienne (1964).